# Arámi ábécé
Az arámi ábécé a szíriai–föníciai térség elterjedt írásrendszere az i. e. 8. századtól. Viszonylag rövid ideig használták, mert hamar kialakultak különböző helyi változatai, amelyek végül teljesen kiszorították az i. e. 6. század folyamán, utolsó emlékei az i. e. 4. századból származnak. Az arámi ábécé történelmileg jelentős, hiszen gyakorlatilag minden modern közel-keleti írásrendszer erre vezethető vissza, valamint számos altáji írásrendszer Közép- és Kelet-Ázsiában.
Ezt elsősorban annak köszönheti, hogy az arámi nyelv általános közlekedő nyelv volt az újasszír korban, majd Óperzsa Birodalom kancellárianyelve is ez lett.
Az arámi nyelv fennmaradt, de az írásrendszert felváltották az utódok, mindenekelőtt a héber és az arab.

## Története

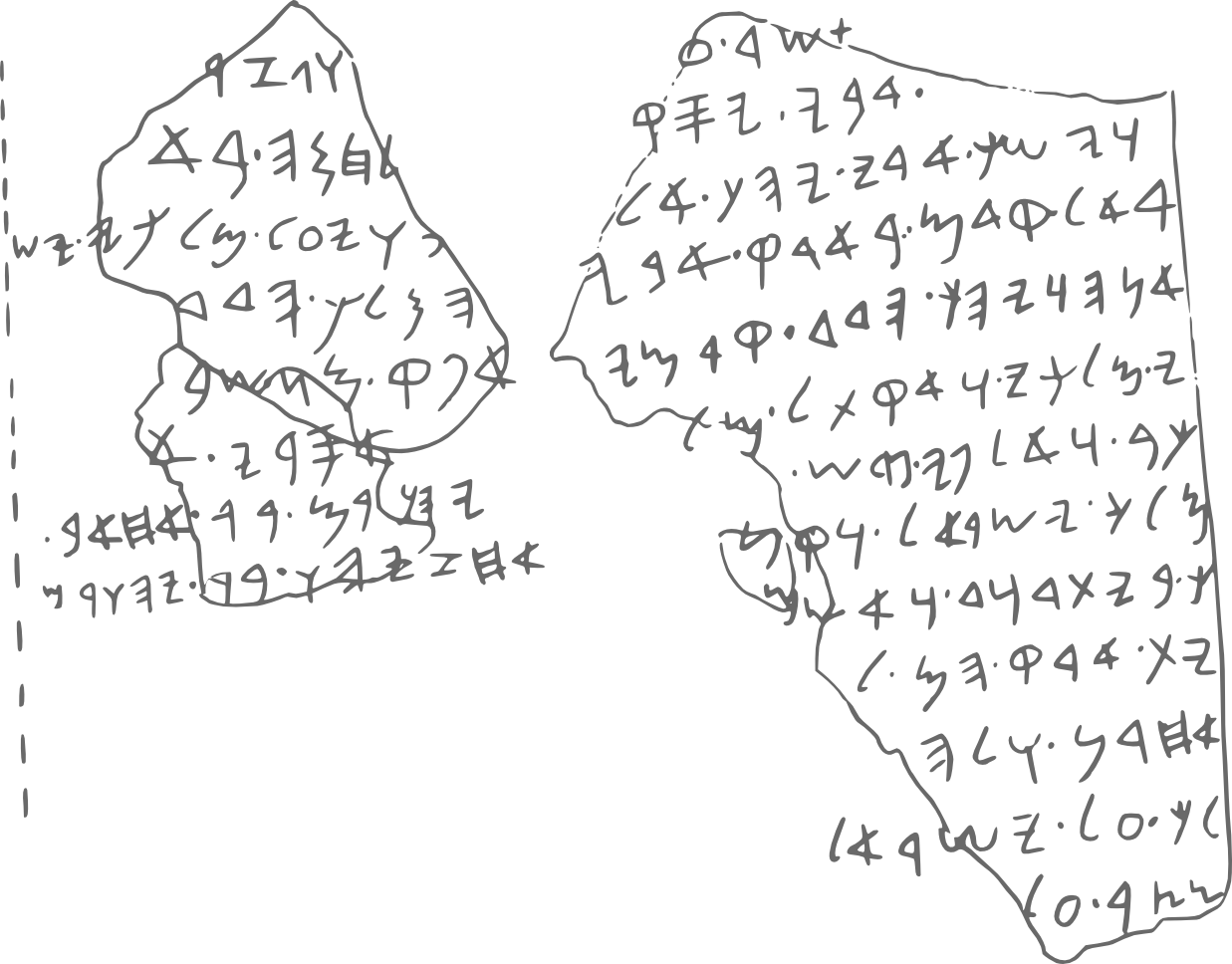
A Tel Dán-sztélé arámi nyelvű, de még föníciai jellegű felirata

A legkorábbi arámi nyelvemlékek újasszír és hettita ékírásban maradtak fenn, valamint luvi hieroglifákkal. A térségben korábban az ugariti írás – mint a betűírások elsője – terjedt el, amelyből a föníciai ábécé létrejött. A korai arameus királyságokban a föníciai írást használták (lásd Kilamuva-sztélé), amely idővel formailag is alakult, valamint jelkészletében az arámi nyelvhez idomult.
Arámi fokozatosan közlekedőnyelvvé vált az egész Közel-Keleten, az írásrendszer pedig felváltotta az addigi közlekedőnyelv, a babiloni írásrendszerét. Az arámi nyelvet ugyanis a babiloninál sokkal nagyobb területen elterjedt etnikum beszélte – maguk az arámiak (vagy arameusok) Mezopotámia keleti részétől Észak-Szíriáig és Urartutól Izraelig, valamint az egész Arab-félszigeten több hullámban megtelepedtek –, ráadásul a babiloni ékírásnál sokkal egyszerűbb írás volt. Az i. e. 5. század első felében az arámit vezették be az Óperzsa Birodalom királyi kancelláriájába, mint hivatalos közvetítő nyelvet. A perzsa vezetők az arámi írnokoknak óperzsa nyelven diktálták le a leveleket. Ezeket az írnokok arámira fordították és így küldték szét a birodalomban. Helyben azután szükség szerint lefordították helyi nyelvre, vagy visszafordították óperzsára. 
Ez a rendszer jól működött Etiópiától és Kis-Ázsiától a Szir-Darjáig és Indiáig, ezért a perzsa birodalom megdöntése után Nagy Sándor és utódai is alkalmazták. Mindez lehetővé tette az i. e. 2. századtól kezdve a különféle közép-iráni írásrendszerek, mint a pártus, középperzsa, szogd és a hvárizmi létrejöttét. 

## Az ábécé
| név               | betű    | változat | megfelelő betű… | megfelelő betű… | megfelelő betű… | megfelelő betű… | megfelelő betű… | megfelelő betű… | megfelelő betű… | ejtésközelítő (IPA) |
| név               | betű    | változat | ugaritiban      | ókánaánitában   | nabateusban     | héberben        | arabban         | szíriaiban      | grúzban         | ejtésközelítő (IPA) |
| ----------------- | ------- | -------- | --------------- | --------------- | --------------- | --------------- | --------------- | --------------- | --------------- | ------------------- |
| álef (āleph)      | álef    | 𐡀        | 𐎀               | 𐤀               | alef            | א               | أ               | ܐ               | ა               | ʔ / a / e           |
| bét (bēth)        | bét     | 𐡁        | 𐎁               | 𐤁               | bét             | ב               | ب               | ܒ               | ბ               | b / v               |
| gámal (gāmal)     | gimel   | 𐡂        | 𐎂               | 𐤂               | gimel           | ג               | ج               | ܓ               | გ               | ɡ / ɣ               |
| dálat (dālath)    | dálat   | 𐡃        | 𐎄               | 𐤃               | dal             | ד               | د               | ܕ               | დ               | d / ð               |
| hé (hē)           | hé      | 𐡄        | 𐎅               | 𐤄               | ha              | ה               | ﻫ               | ܗ               | ჱ / ჰ           | h                   |
| váv (waw)         | váv     | 𐡅        | 𐎆               | 𐤅               | waw             | ו               | و               | ܘ               | ვ / ო / უ       | w / o / u           |
| zain              | zain    | 𐡆        | 𐎇 / 𐎓 / 𐎑       | 𐤆               | zain            | ז               | ز               | ܙ               | ჟ               | z                   |
| hét (ḥēth)        | hét     | 𐡇        | 𐎈               | 𐤇               | ha              | ח               | خ,ح             | ܚ               | ჰ               | ħ                   |
| tét (tēth)        | tét     | 𐡈        | 𐎉               | 𐤈               | tá              | ט               | ط               | ܛ               | თ               | nyomatékos tˤ       |
| jud (yudh)        | jud     | 𐡉        | 𐎊               | 𐤉               | ja              | י               | ي               | ܝ               | ი / ჲ           | j / i / e           |
| káf (kāph)        | káf     | 𐡊        | 𐎋               | 𐤊               | kaf             | כ ך             | ك               | ܟܟ              | ქ               | k / x               |
| lámad (lāmadh)    | lámad   | 𐡋        | 𐎍               | 𐤋               | lam             | ל               | ل               | ܠ               | ლ               | l                   |
| mim               | mim     | 𐡌        | 𐎎               | 𐤌               | mém             | מ ם             | م               | ܡܡ              | მ               | m                   |
| nun               | nun     | 𐡍        | 𐎐               | 𐤍               | nun             | נ ן             | ن               | ܢܢ ܢ            | ნ               | n                   |
| szemkát (semkath) | szemkát | 𐡎        | 𐎒               | 𐤎               | szimkat         | ס               | س*              | ܣ               | ს               | s                   |
| ajin (ayin)       | ajin    | 𐡏        | 𐎓               | 𐤏               | ejn             | ע               | غ,ع             | ܥ               | ჸ               | ʕ                   |
| pé (pē)           | pé      | 𐡐        | 𐎔               | 𐤐               | fa              | פ ף             | ف               | ܦ               | ფ / ჶ           | p / f               |
| szádé (ṣādhē)     | ,       | 𐡑        | 𐎕               | 𐤑               | szad            | צ ץ             | ص               | ܨ               | ს               | nyomatékos sˤ       |
| kof (qoph)        | kof     | 𐡒        | 𐎖               | 𐤒               | kof             | ק               | ق               | ܩ               | ყ               | q                   |
| rés (rēsh)        | rés     | 𐡓        | 𐎗               | 𐤓               | ra              | ר               | ر               | ܪ               | რ               | r                   |
| sin (shin)        | sin     | 𐡔        | 𐎌               | 𐤔               | sin             | ש               | ش,س             | ܫ               | შ               | ʃ                   |
| táu (tau/w)       | táu     | 𐡕        | 𐎚               | 𐤕               |                 | ת               | ت,ث             | ܬ               | ტ               | t / θ               |